# Lasino
Lasino – miejscowość i gmina we Włoszech, w regionie Trydent-Górna Adyga, w prowincji Trydent.
Według danych na rok 2004 gminę zamieszkiwało 1178 osób, 78,5 os./km².'
1 stycznia 2016 gmina została zlikwidowana.